# مطار تاكلوبان
مطار تاكلوبان (بالإنجليزية: Daniel Z. Romualdez Airport)‏ (إياتا: TAC، إيكاو: RPVA) هو مطار عام يخدم مدينة تاكلوبان ويشغل المطار هيئة الطيران المدني الفلبينية.